# もえスタ 〜萌える東大英語塾〜
『もえスタ 〜萌える東大英語塾〜』（もえすた もえるとうだいえいごじゅく）は、株式会社未来少年が2008年7月31日に発売したニンテンドーDS用ゲームソフト。

## 概要
ジャンルは恋愛シミュレーション型英語学習で、英語学習とアドベンチャーゲームが融合した新感覚の英語学習ゲームである。
キャラクターデザインはさめだ小判が担当。
本作は未来少年のコンシューマーゲーム初タイトルである。
また学習意欲を高めるNBSシステム（なぜだかべんきょうしちゃうシステム）が搭載されている他、本作をプレイし実際に東大に合格すると奨学金総額100万円が支給される制度が設けられていた。

## ゲームの概要
主人公・真誘はじめは、ちょっとおバカな熱血少年。学力はないが、大好きな幼なじみの花夢若菜と一緒に東大に通いたいと願う。神頼みに来たはじめの切なる願いを叶えるべく、神様は4人の美少女天使、ワード・イディオム・グラマー・カンバを家庭教師として派遣、4人の指導のもと、英語の勉強に励むというストーリー。
ゲームは大きく2つのパートから成り、はじめと若菜、天使達のラブストーリーが進んでいくアドベンチャーゲームの部分と、単語・熟語・文法及び英会話の本格的な問題が出題される英語学習の部分とに分かれている。その他、ダウンロードプレイによる通信対戦機能（最大4人まで）、単語帳熟語帳の収録、キャラの着せ替え機能など、英語学習の機能と「萌え」の機能が満載となっている。

## キャラクター
真誘はじめ（まなび はじめ）
声 - 石田彰
主人公。英語といえば「I love you.」しか知らない、熱血天然オバカ少年。幼なじみの花夢若菜のことが好き。勉強はからっきしだが、若菜と夢のキャンパスライフを送るためだけに東大合格を目指す。
花夢若菜（はなゆめ わかな）
声 - 福井裕佳梨
ヒロイン。容姿端麗、才色兼備、勉強もできるがスポーツも万能。おっとりしてはいるが、芯のしっかりした性格。はじめのことがちょっとだけ気になっている。
グラマー・エデム・パワー
声 - 釘宮理恵
英文法学習担当天使。お色気たっぷりのセクシー美女だが、猟奇的とも言えるスパルタ教育で英文法を厳しく指導。世話焼きなところもあるツンデレお姉さん。
イディオム・エデム・エンジェル
声 - 後藤邑子
英熟語担当天使。天界一の美女と言われるが、その天然っぷりも天界一。超おっとりした性格だが、ときに毒を吐くことも。いつもはじめを優しく指導してくれる。
ワード・エデム・エンジェル
声 - 辻あゆみ
英語担当天使。天真爛漫な元気ロリっ娘。年齢は不詳だがその見た目・性格とはうらはらに軍人オタク。天界の禁を破り魔法を乱用して、はじめの単語力アップを助ける。
カンバ
声 - あまの晴奈
英会話担当天使。数十ヶ国語を操るが、なぜか関西弁を話すおちこぼれ天使。普段は猫の姿で放浪の旅を続けている。

## ゲームシステム

### お勉強モード
ゲームのメインとなるモード。お勉強モードには、ストーリーモード・単語学習・熟語学習・文法学習の4つのモードがある。ストーリーモードのシナリオを進めるために、他3つの各学習モードでスタディ値（学習経験値）を貯め、さらにレベルアップテストで合格しなければならない。
ストーリーモード（お勉強モード内）
全11話からなるアドベンチャーゲーム部分。はじめと若菜のラブストーリーが展開される。各話の最後には関連した英語問題が出題される。レベルアップしていくことで、話の続きがプレイ可能になる。また、各話の最後の英語問題の成績に応じて、その後のストーリーが分岐する。
単語学習 / 熟語学習 / 文法学習（お勉強モード内）
メインとなる3つの学習メニュー。自主学習向けの自習モードと、テスト形式で問題が出題されるテストモードからなり、このテストモードをプレイすると成績に応じてスタディ値がたまっていく。英語問題は、現役東大生により監修された実際の受験勉強にも役立つ内容。回答方法は書き取りの他にも選択問題・並べ替え問題等があり、問題出題時には各天使の3Dキャラのダンスと応援ボイスで勉強をサポートしてくれる。
レベルアップテスト（お勉強モード内）
単語学習・熟語学習・文法学習全てのスタディ値をMAXにすると、レベルアップするためのレベルアップテストがプレイできるようになる。単語・熟語・文法問題がそれぞれ10問ずつの合計30問出題され、これに合格すると各学習モードの次のレベルと、ストーリーモードの次の話がプレイ可能になる。

### 英会話
お勉強モードとは独立した、様々なシチュエーションに応じた英会話が学習できるメニュー。はじめと様々なキャラクターとの英会話を、ディクテーションにより学んでいく。レベル3をクリアするとプレイ可能になる。

### 対戦English
ダウンロードプレイにより、最大4人までプレイ可能な通信対戦メニュー。早押し形式の問題で、最初に答えたプレイヤーにポイントが加算されていく。

### おまけ
ギャラリー
ピクチャーギャラリーとムービーギャラリーがある。ストーリーモードをプレイしていくと、そのイベント画像やムービーがここに格納され、閲覧することができる。ストーリーモードで好成績を収めると、ボーナス画像も獲得できる。
センター試験
2004年から2008年度までのセンター試験を元にした問題がプレイできる。試験終了後には、結果に合わせて偏差値計算が表示される（参考値）。
単語帳・熟語帳
ゲーム内の英語問題に出てくる単語・熟語が約4000語収録されている（「おとなえいご」選択時）。品詞別・アルファベット順で検索可能。
着せ替え
学習画面やレベルアップテスト時に表示されるキャラクターのコスチュームを変更できる。特定の条件を満たすことで、水着や猫耳（カンバ）など選択可能なコスチュームは増えていく。

### サウンド
- オープニングテーマ

「ABCDもえスタ go!go!」
作曲：小杉保夫 / 作詞：青木久美子
歌手：五條真由美、福井裕佳梨、辻あゆみ、釘宮理恵、後藤邑子
- エンディングテーマ

「もえスタ運動〜第一〜」
作曲：岩切芳郎 / 作詞：岩切芳郎
歌手：岩切桃香